# Cementiri de Sinera
Cementiri de Sinera (en español, Cementerio de Sinera) es un libro de poesía escrito por Salvador Espriu. El libro fue escrito entre marzo de 1944 y mayo de 1945 y publicado por primera vez en edición clandestina por Joan Triadú y Josep en 1946.
El libro consta de 30 poemas cortos que recoge reflexiones sobre la muerte, Dios, la soledad, el tiempo perdido en medio de su naufragio personal y del país, producidos por la  guerra civil.